# Serra Azul
Serra Azul é um município brasileiro do estado de São Paulo, localizado na Região Metropolitana de Ribeirão Preto, com distância de cerca de 45 km da metrópole. De acordo com o Censo demográfico 2010 (IBGE) o município possuía 11.256 habitantes.

## Geografia
Localiza-se a uma latitude 21º18'39" sul e a uma longitude 47º33'56" oeste, estando a uma altitude de 610 metros. Possui uma área territorial de 283,144 km².

### Hidrografia
- Rio Pardo

### Rodovias
- SP-271
- SP-333

## Infraestrutura

### Comunicações
O sistema de telefones automáticos foi inaugurado na cidade em 1974 pela Telecomunicações de São Paulo (TELESP), que também implantou o sistema de discagem direta à distância (DDD) em 1986 com o código de área (016), para padronização com o sistema telefônico das regiões de Ribeirão Preto e Franca. Anteriormente a cidade era atendida pela Companhia Telefônica Brasileira (CTB).

## Administração
- Prefeita: Debora Cristina Ribeiro da Silva  (2025/2028)
- Vice-prefeito: Rogerio Fernandes (2025/2028)
- Presidente da câmara: PAULO CÉSAR BENTO BATISTA JÚNIOR (2017/2020)

## Religião
O Cristianismo se faz presente na cidade da seguinte forma:

### Igreja Católica
- A igreja faz parte da Arquidiocese de Ribeirão Preto.[10]

### Igrejas Evangélicas
- Assembleia de Deus Ministério do Belém.[11][12]
- Congregação Cristã no Brasil.[13]